# ФК Ремонт Чачак
ОФК Ремонт 1959 је фудбалски клуб из Чачка.

## Историја
Фудбалски клуб ремонт основан је 21. маја 1959. године. Током 20. века није био заступљен у савезним ранговима, а 1992. године одиграо је пријатељску утакмицу са Партизаном. Почетком новог миленијума, Ремонт је често мењао степен такмичења. Тако је после две узастопне сезоне у Другој лиги СР Југославије у наредне две године спустио се два ранга ниже. Као првопласирани клуб Моравичке зоне за такмичарску 2004/05. Ремонт је остварио пласман у виши степен такмичења. Међутим, наредну сезону започео је са 6 негативних бодова због дуговања која је имао према турском Сиртспору на име позајмице Дарка Анића. Клуб је по завршетку такмичарске 2005/06. поново испао из Српске лиге Запад као последњепласирани на табели.
Услед проблема са испуњавањем текућих обавеза, клуб је престао да постоји 2007. године. Стадион Ремонта је наредних неколико година био алтернативни терен Борцу, те је коришћен за тренинге првог тима и млађих категорија тог клуба. Касније је власништво над њим имала Војска Србије. У мају месецу 2020. године, некадашњи чланови и пријатељи клуба одржали су оснивачку скупштину када је клуб поново покренут под именом ОФК Ремонт 1959. Такође, велики број њих одлучио је да се поново активира, а клуб је такмичење започео у Првој градској лиги Чачка за сезону 2020/21.